# Antonio Barbieri (poeta)
Antonio Barbieri (Frasso Telesino, 26 aprile 1859 – Napoli, 8 settembre 1931) è stato un poeta italiano.
Tra i suoi maggiori successi, la canzone Senza nisciuno del 1915,musica di E. De Curtis, interpretata da tutti i grandi tenori della prima metà del Novecento.
Presso l'Archivio Storico della Canzone Napoletana, attualmente (2020) ospitato nella Casina Pompeiana, in Villa Comunale, Napoli, è possibile consultare la sua produzione musicale, ricca di oltre 200 brani interpretati, tra gli altri, da Enrico Caruso, Mario Lanza,Tito Schipa, Beniamino Gigli, Giacomo Rondinella, Roberto Murolo.